# ATP de Stuttgart
O ATP de Stuttgart ou Boss Open é um torneio de tênis da ATP pertencente ao ATP 250. Disputado desde 1978 em Stuttgart, Alemanha, era realizado em quadras de saibro até 2015, quando fez a transição para a grama. Em 2024 foi incluso ao WTA de Stuttgart categoria WTA 250 e voltou a ser realizado no saibro, enquanto no masculino se manteve na grama.
Thomas Muster, da Áustria, venceu o torneio duas vezes consecutivas (1995 e 1996).

## Finais
Entre 2001 e 1990, Stuttgart abrigou dois torneios: o que era chamado de MercedesCup e se mantém ativo, com outro nome e piso, e o Eurocard Open/Classics/Tennis Masters Series, que perdurou somente durante o período, era disputado, na maior parte das edições, no carpete coberto, e foi promovido à maior categoria em 1996.
Entre 1990 e 1995, o Mercedes Cup era o segundo a ser disputado no ano; entre 1996 e 2001, a ordem se inverteu.

### Simples
| Ano                                                         | Campeão               | Vice-campeão           | Resultado                  |
| ----------------------------------------------------------- | --------------------- | ---------------------- | -------------------------- |
| 2024                                                        | Jack Draper           | Matteo Berrettini      | 3–6, 7–65, 6–4             |
| 2023                                                        | Frances Tiafoe        | Jan-Lennard Struff     | 4–6, 7–61, 7–68            |
| 2022                                                        | Matteo Berrettini     | Andy Murray            | 6–4, 5–7, 6–3              |
| 2021                                                        | Marin Čilić           | Félix Auger-Aliassime  | 7–62, 6–3                  |
| Torneio não realizado em 2020 devido à pandemia de COVID-19 |                       |                        |                            |
| 2019                                                        | Matteo Berrettini     | Félix Auger-Aliassime  | 6–4, 7–611                 |
| 2018                                                        | Roger Federer         | Milos Raonic           | 6–4, 7–63                  |
| 2017                                                        | Lucas Pouille         | Feliciano López        | 4–6, 57–6, 6–4             |
| 2016                                                        | Dominic Thiem         | Philipp Kohlschreiber  | 26–7, 6–4, 6–4             |
| 2015                                                        | Rafael Nadal          | Viktor Troicki         | 37–6, 6–3                  |
| 2014                                                        | Roberto Bautista Agut | Lukáš Rosol            | 6–3, 4–6, 6–2              |
| 2013                                                        | Fabio Fognini         | Philipp Kohlschreiber  | 5–7, 6–4, 6–4              |
| 2012                                                        | Janko Tipsarević      | Juan Mónaco            | 6–4, 5–7, 6–3              |
| 2011                                                        | Juan Carlos Ferrero   | Pablo Andujar          | 6–4, 6–0                   |
| 2010                                                        | Albert Montañés       | Gaël Monfils           | 6–2, 1–2, ab.              |
| 2009                                                        | Jérémy Chardy         | Victor Hănescu         | 1–6, 6–3, 6–4              |
| 2008                                                        | Juan Martín del Potro | Richard Gasquet        | 6–4, 7–5                   |
| 2007                                                        | Rafael Nadal          | Stanislas Wawrinka     | 6–4, 7–5                   |
| 2006                                                        | David Ferrer          | José Acasuso           | 6–4, 3–6, 36–7, 7–5, 6–4   |
| 2005                                                        | Rafael Nadal          | Gastón Gaudio          | 6–3, 6–3, 6–4              |
| 2004                                                        | Guillermo Cañas       | Gastón Gaudio          | 5–7, 6–2, 6–0, 1–6, 6–3    |
| 2003                                                        | Guillermo Coria       | Tommy Robredo          | 6–2, 6–2, 6–1              |
| 2002                                                        | Mikhail Youzhny       | Guillermo Cañas        | 6–3, 3–6, 3–6, 6–4, 6–4    |
| 2001 (TMSS)                                                 | Tommy Haas            | Max Mirnyi             | 6–2, 6–2, 6–2              |
| 2001 (MC)                                                   | Gustavo Kuerten       | Guillermo Cañas        | 6–3, 6–2, 6–4              |
| 2000 (TMSS)                                                 | Wayne Ferreira        | Lleyton Hewitt         | 7–66, 3–6, 56–7, 7–62, 6–2 |
| 2000 (MC)                                                   | Franco Squillari      | Gastón Gaudio          | 6–2, 3–6, 4–6, 6–4, 6–2    |
| 1999 (EO)                                                   | Thomas Enqvist        | Richard Krajicek       | 6–1, 6–4, 5–7, 7–5         |
| 1999 (MC)                                                   | Magnus Norman         | Tommy Haas             | 66–7, 4–6, 7–67, 6–0, 6–3  |
| 1998 (EO)                                                   | Richard Krajicek      | Yevgeny Kafelnikov     | 6–4, 6–3, 6–3              |
| 1998 (MC)                                                   | Gustavo Kuerten       | Karol Kučera           | 4–6, 6–2, 6–4              |
| 1997 (EO)                                                   | Petr Korda            | Richard Krajicek       | 7–66, 6–2, 6–4             |
| 1997 (MC)                                                   | Álex Corretja         | Karol Kučera           | 6–2, 7–5                   |
| 1996 (EO)                                                   | Boris Becker          | Pete Sampras           | 3–6, 6–3, 3–6, 6–3, 6–4    |
| 1996 (MC)                                                   | Thomas Muster         | Yevgeny Kafelnikov     | 6–2, 6–2, 6–4              |
| 1995 (MC)                                                   | Thomas Muster         | Jan Apell              | 6–2, 6–2                   |
| 1995 (EO)                                                   | Richard Krajicek      | Richard Krajicek       | 7–64, 6–3, 66–7, 1–6, 6–3  |
| 1994 (MC)                                                   | Alberto Berasategui   | Andrea Gaudenzi        | 7–5, 6–3, 7–65             |
| 1994 (EO)                                                   | Stefan Edberg         | Goran Ivanišević       | 4–6, 6–4, 6–2, 6–2         |
| 1993 (MC)                                                   | Magnus Gustafsson     | Michael Stich          | 6–3, 6–4, 3–6, 4–6, 6–4    |
| 1993 (EO)                                                   | Michael Stich         | Richard Krajicek       | 4–6, 7–5, 7–64, 3–6, 7–5   |
| 1992 (MC)                                                   | Andrei Medvedev       | Wayne Ferreira         | 6–1, 6–4, 56–7, 2–6, 6–1   |
| 1992 (EO)                                                   | Goran Ivanišević      | Stefan Edberg          | 56–7, 6–3, 6–4, 6–4        |
| 1991 (MC)                                                   | Michael Stich         | Alberto Mancini        | 1–6, 7–69, 6–4, 6–2        |
| 1991 (EO)                                                   | Stefan Edberg         | Jonas Svensson         | 6–20 3–6, 7–5, 6–2         |
| 1990 (MC)                                                   | Goran Ivanišević      | Guillermo Pérez-Roldán | 6–7, 6–1, 6–4, 7–6         |
| 1990 (EC)                                                   | Boris Becker          | Ivan Lendl             | 6–2, 6–2                   |
| 1989                                                        | Martín Jaite          | Goran Prpić            | 6–3, 6–2                   |
| 1988                                                        | Andre Agassi          | Andrés Gómez           | 6–4, 6–2                   |
| 1987                                                        | Miloslav Mečíř        | Jan Gunnarsson         | 6–0, 6–2                   |
| 1986                                                        | Martín Jaite          | Jonas Svensson         | 7–5, 6–2                   |
| 1985                                                        | Ivan Lendl            | Brad Gilbert           | 6–4, 6–0                   |
| 1984                                                        | Henri Leconte         | Gene Mayer             | 7–6, 6–0, 1–6, 6–1         |
| 1983                                                        | José Higueras         | Heinz Günthardt        | 6–1, 6–1, 7–6              |
| 1982                                                        | Ramesh Krishnan       | Sandy Mayer            | 5–7, 6–3, 6–3, 7–6         |
| 1981                                                        | Björn Borg            | Ivan Lendl             | 1–6, 7–6, 6–2, 6–4         |
| 1980                                                        | Vitas Gerulaitis      | Wojtek Fibak           | 6–2, 7–5, 6–2              |
| 1979                                                        | Tomáš Šmíd            | Ulrich Pinner          | 6–4, 6–0, 6–2              |
| 1978                                                        | Ulrich Pinner         | Kim Warwick            | 6–4, 6–2, 7–6              |

### Duplas
| Ano                                                         | Campeões                              | Vice-campeões                            | Resultado          |
| ----------------------------------------------------------- | ------------------------------------- | ---------------------------------------- | ------------------ |
| 2024                                                        | Rafael Matos Marcelo Melo             | Julian Cash Robert Galloway              | 3–6, 6–3, [10–8]   |
| 2023                                                        | Nikola Mektić Mate Pavić              | Kevin Krawietz Tim Pütz                  | 7–62, 6–3          |
| 2022                                                        | Hubert Hurkacz Mate Pavić             | Tim Pütz Michael Venus                   | 7–63, 7–65         |
| 2021                                                        | Marcelo Demoliner Santiago González   | Ariel Behar Gonzalo Escobar              | 4–6, 6–3, [10–6]   |
| Torneio não realizado em 2020 devido à pandemia de COVID-19 |                                       |                                          |                    |
| 2019                                                        | John Peers Bruno Soares               | Rohan Bopanna Denis Shapovalov           | 7–5, 6–3           |
| 2018                                                        | Philipp Petzschner Tim Pütz           | Robert Lindstedt Marcin Matkowski        | 7–65, 6–3          |
| 2017                                                        | Jamie Murray Bruno Soares             | Oliver Marach Mate Pavić                 | 46–7, 7–5, [10–5]  |
| 2016                                                        | Marcus Daniell Artem Sitak            | Oliver Marach Fabrice Martin             | 46–7, 6–4, [10–8]  |
| 2015                                                        | Rohan Bopanna Florin Mergea           | Alexander Peya Bruno Soares              | 5–7, 6–2, [10–7]   |
| 2014                                                        | Mateusz Kowalczyk Artem Sitak         | Guillermo García-López Philipp Oswald    | 2–6, 6–1, [10–7]   |
| 2013                                                        | Facundo Bagnis Thomaz Bellucci        | Tomasz Bednarek Mateusz Kowalczyk        | 2–6, 6–4, [11–9]   |
| 2012                                                        | Jérémy Chardy Łukasz Kubot            | Michal Mertiňák André Sá                 | 6–1, 6–3           |
| 2011                                                        | Jürgen Melzer Philipp Petzschner      | Marcel Granollers Marc López             | 6–3, 6–4           |
| 2010                                                        | Carlos Berlocq Eduardo Schwank        | Christopher Kas Philipp Petzschner       | 7–65, 7–66         |
| 2009                                                        | František Čermák Michal Mertiňák      | Victor Hănescu Horia Tecău               | 7–5, 6–4           |
| 2008                                                        | Christopher Kas Philipp Kohlschreiber | Michael Berrer Mischa Zverev             | 6–3, 6–4           |
| 2007                                                        | František Čermák Leos Friedl          | Guillermo Garcia-Lopez Fernando Verdasco | 6–4, 6–4           |
| 2006                                                        | Gastón Gaudio Max Mirnyi              | Yves Allegro Robert Lindstedt            | 7–5, 6–7, [12–10]  |
| 2005                                                        | José Acasuso Sebastien Prieto         | Mariano Hood Tommy Robredo               | 7–6, 6–3           |
| 2004                                                        | Jiří Novák Radek Stepanek             | Simon Aspelin Todd Perry                 | 6–2, 6–4           |
| 2003                                                        | Tomáš Cibulec Pavel Vizner            | Yevgeny Kafelnikov Kevin Ullyett         | 3–6, 6–3, 6–4      |
| 2002                                                        | Joshua Eagle David Rikl               | David Adams Gaston Etlis                 | 6–3, 6–4           |
| 2001 (TMSS)                                                 | Max Mirnyi Sandon Stolle              | Ellis Ferreira Jeff Tarango              | 7–60, 7–64         |
| 2001 (MC)                                                   | Guillermo Canas Rainer Schuettler     | Michael Hill Jeff Tarango                | 4–6, 7–6, 6–4      |
| 2000 (TMSS)                                                 | Jiří Novák David Rikl                 | Donald Johnson Piet Norval               | 3–6, 6–3, 6–4      |
| 2000 (MC)                                                   | Jiří Novák David Rikl                 | Lucas Arnold Ker Donald Johnson          | 5–7, 6–2, 6–3      |
| 1999 (EO)                                                   | Byron Black Jonas Björkman            | David Adams John-Laffnie de Jager        | 66–7, 7–62, 6–0    |
| 1999 (MC)                                                   | Jaime Oncins Daniel Orsanic           | Aleksandar Kitinov Jack Waite            | 6–2, 6–1           |
| 1998 (EO)                                                   | Sébastien Lareau Alex O'Brien         | Mahesh Bhupathi Leander Paes             | 6–3, 3–6, 7–5      |
| 1998 (MC)                                                   | Olivier Delaitre Fabrice Santoro      | Joshua Eagle Jim Grabb                   | 6–1, 3–6, 6–3      |
| 1997 (EO)                                                   | Mark Woodforde Todd Woodbridge        | Rick Leach Jonathan Stark                | 6–3, 6–3           |
| 1997 (MC)                                                   | Gustavo Kuerten Fernando Meligeni     | Donald Johnson Francisco Montana         | 6–4, 6–4           |
| 1996 (EO)                                                   | Sébastien Lareau Alex O'Brien         | Jacco Eltingh Paul Haarhuis              | 3–6, 6–4, 6–3      |
| 1996 (MC)                                                   | Libor Pimek Byron Talbot              | Tomas Carbonell Francisco Roig           | 6–2, 5–7, 6–4      |
| 1995 (MC)                                                   | Tomas Carbonell Francisco Roig        | Ellis Ferreira Jan Siemerink             | 3–6, 6–3, 6–4      |
| 1995 (EO)                                                   | Grant Connell Patrick Galbraith       | Cyril Suk Daniel Vacek                   | 6–2, 6–2           |
| 1994 (MC)                                                   | Scott Melville Piet Norval            | Jacco Eltingh Paul Haarhuis              | 7–6, 7–5           |
| 1994 (EO)                                                   | David Adams Andrei Olhovskiy          | Grant Connell Patrick Galbraith          | 6–7, 6–4, 7–6      |
| 1993 (MC)                                                   | Tom Nijssen Cyril Suk                 | Gary Muller Piet Norval                  | 7–6, 6–3           |
| 1993 (EO)                                                   | Mark Kratzmann Wally Masur            | Steve DeVries David Macpherson           | 6–3, 7–6           |
| 1992 (MC)                                                   | Glenn Layendecker Byron Talbot        | Marc Rosset Javier Sánchez               | 4–6, 6–3, 6–4      |
| 1992 (EO)                                                   | Tom Nijssen Cyril Suk                 | John Fitzgeral Aners Järryd              | 6–3, 6–7, 6–3      |
| 1991 (MC)                                                   | Wally Masur Emilio Sánchez            | Omar Camporese Goran Ivanisevic          | 4–6, 6–3, 6–4      |
| 1991 (EO)                                                   | Sergio Casal Emilio Sánchez           | Jeremy Bates Nick Brown                  | 6–3, 7–5           |
| 1990 (MC)                                                   | Pieter Aldrich Danie Visser           | Per Henricsson Nicklas Utgren            | 6–3, 6–4           |
| 1990 (EC)                                                   | Guy Forget Jakob Hlasek               | Michael Mortensen Tom Nijssen            | 6–3, 6–2           |
| 1989                                                        | Petr Korda Tomas Smid                 | Florin Segarceanu Cyril Suk              | 6–3, 6–4           |
| 1988                                                        | Sergio Casal Emilio Sánchez           | Anders Jarryd Michael Mortensen          | 4–6, 6–3, 6–4      |
| 1987                                                        | Rick Leach Tim Pawsat                 | Mikael Pernfors Magnus Tideman           | 6–3, 6–4           |
| 1986                                                        | Hans Gildemeister Andres Gomez        | Mansour Bahrami Diego Perez              | 6–4, 6–3           |
| 1985                                                        | Ivan Lendl Tomas Smid                 | Andy Kohlberg João Soares                | 3–6, 6–4, 6–2      |
| 1984                                                        | Sandy Mayer Andreas Maurer            | Fritz Buehning Ferdi Taygan              | 7–6, 6–4           |
| 1983                                                        | Anand Amritraj Mike Bauer             | Pavel Slozil Tomas Smid                  | 4–6, 6–3, 6–2      |
| 1982                                                        | Mark Edmondson Brian Teacher          | Andreas Maurer Wolfgang Popp             | 6–3, 6–1           |
| 1981                                                        | Peter McNamara Paul McNamee           | Mark Edmondson Mike Estep                | 2–6, 6–4, 7–6      |
| 1980                                                        | Colin Dowdeswell Frew McMillan        | Chris Lewis John Yuill                   | 6–3, 6–4           |
| 1979                                                        | Colin Dowdeswell Frew McMillan        | Wojtek Fibak Pavel Slozil                | 6–4, 6–2, 2–6, 6–4 |
| 1978                                                        | Jan Kodes Tomas Smid                  | Carlos Kirmayr Belus Prajoux             | 6–3, 7–6,          |